# Ругалан
Ругалан е фюлке (област) в Югозападна Норвегия, граничещ на запад със Северно море, на север с окръг Вестланд, на изток с Телемарк  и на югоизток с Агдер. Населението е 499 417 жители (2024 г.), а има площ от 9378 кв. км. Намира се в часова зона UTC+1, а лятното часово време е по UTC+2. Административен център е град Ставангер, който е един от най-големите градове в Норвегия. Областта носи това име от 1919 г. Областта има залежи на мед, част от които са използвани за направата на Статуята на свободата. Областта също е най-важната за добив на нефт и газ в Норвегия и има също развито земеделие. В религиозно отношение жителите са: 85,47% християни, 12,76% други/атеисти, 1,53% мюсюлмани и 0,24% будисти.

## Етимология
Рогаланд е старонорвежкото име на региона, което е възродено в модерните времена. По време на датското управление на Норвегия до 1814 г., окръгът е наречен Ставангер Амт, на името на големия град Ставангер. В старонорвежки времена регионът се наричал Ригджафилки.

## География
Ругалан е предимно крайбрежен регион с фиорди, плажове и острови, като основният остров е Карми. Бокнафиорд е най-големият залив, с много фиорди, които се разклоняват от него.
Ставангер/Санднес, третата по големина градска зона на Норвегия, също е централна зона за норвежката петролна индустрия. Районът включва големите градове Ставангер и Саннес. Общините Рандаберг и Сола също са в непосредствена близост. 
Други градове в областта са Хаугесун, Айерсун, Сауда, Йорпелан, Брюне, Копервик, Окрехамн и Скюденесхавн.
Остров Карми има големи залежи от мед (някои от мината Виснес са използвани при изграждането на Статуята на свободата). Сокндал има големи находища на илменит. Ругалан е най-важният регион за проучване на нефт и газ в Норвегия, а районът на Янен в Ругалан е един от най-важните селскостопански райони на страната.

## История
В Ругалан има останки от най-ранни времена, като разкопките в пещера във Висте в Рандаберг (Свартола). Те включват находката на скелет на момче от каменната ера. Има различни археологически находки от бронзовата епоха и желязната епоха. Открити са много кръстове в ирландски стил. Ругалан е наричан Ригджафилке в епохата на викингите. Преди Харал Прекраснокосия и битката при Хафрсфьорорд, това е било дребно царство. Ругите са били племе, вероятно свързано с Ругалан.

## Култура и туризъм
Тук се провеждат редица фестивали и конгреси на международната слава и профил, като Фестивалът на камерната музика, Фестивалът Майджаз, Фестивалът Гладмат и събитието ONS, което се провежда в Ставангер всяка втора година от 1974 г. насам. Offshore Northern Seas /ONS/ е голяма международна конференция и изложение с фокус върху нефт и газ и други теми от петролната индустрия. Концертният и музикалният комплекс в Бьоргстед и симфоничният оркестър „Ставангер“ дават важно вдъхновение в норвежката музикална среда. Друго ежегодно събитие в Ставангер е The World Tour Beach Volleyball. По време на този турнир, центърът е превърнат в плажна волейболна арена.
Ругалан е дом на много природни чудеса като скалата Прекестолен , планината Кьераг и Глопедалсура. В Ставангер има археологически музей с много артефакти от ранната история в Ругалан. Ферма от желязната епоха в Уландхауг в Ставангер е реконструирана в оригиналната ферма, датираща от 350-500 г. сл.н.е. Викингската ферма е музей в Карми.